# Ric Bresee
Pour les articles homonymes, voir Bresee.
Richard Bresee, est un homme politique provincial canadien de l'Ontario. Il est député provincial progressiste-conservateur de la circonscription ontarienne de Hastings—Lennox and Addington depuis 2022,.

## Biographie
Avant son entrée en politique provinciale, Bresee est maire du canton de Loyalist et conseiller du Comté de Lennox et Addington. Professionnellement, il est instructeur au St. Lawrence College (en) et comme directeur associé de la Fondation de l'hôpital universitaire de Kingston.